# Bahnstrecke Stora Bör–Östra Silen
| Streckenlänge: | etwa 5 km |                         |                         |
| Spurweite: | 792 mm    |                         |                         |
| |           |                         |                         |
| \| \| 0 \| Stora Bör \| Stora Bör \| \| \| \| Bahnstrecke Åmål–Årjäng \| \| \| \| ~ 5 \| Östra Silen \| Östra Silen \| |           |                         |                         |
| Betriebs-/Güterbahnhof Streckenanfang (Strecke außer Betrieb)                                                          | 0         | Stora Bör               | Stora Bör               |
| Kreuzung geradeaus unten (Strecken außer Betrieb)                                                                      |           | Bahnstrecke Åmål–Årjäng | Bahnstrecke Åmål–Årjäng |
| Betriebs-/Güterbahnhof Streckenende (Strecke außer Betrieb)                                                            | ~ 5       | Östra Silen             | Östra Silen             |

Die Bahnstrecke Stora Bör–Östra Silen war eine als Pferdebahn erbaute schwedische Bahnstrecke in der Provinz Värmlands län und der historischen Provinz Värmland, die die Seen Stora Bör und Östra Silen verband.

## Geschichte
Die Pferdebahn wurde 1887 von der Harde Nordmarks härad gebaut, um eine Verbindung zwischen den beiden Seen herzustellen. Auf der Bahnstrecke wurde vor allem Holz transportiert.
Die Bahnstrecke Åmål–Årjäng überquerte die Strecke in der Nähe des Bahnhofes Norane. Gustavsfors Fabrikers Bolag übernahm die Strecke Ende der 1890er Jahre.
Die etwa fünf Kilometer lange Strecke bestand von 1887 bis 1950 und wurde mit Pferden betrieben. Eine Motorlokomotive wurde 1927 beschafft. Diese wurde aus einem PKW umgebaut, der mit einem Ford-Motor ausgerüstet war. In den 1930er Jahren wurde eine weitere derartige Lokomotive mit einem Buick-Motor in Eigenbau hergestellt.

## Betrieb
Mit Ladung wurde nur in Richtung von Stora Bör (157,1 m ö.h.) nach Sillebotten (103,2 m ö.h.), dem Endpunkt der Strecke am Östra Silen, gefahren. Das Holz wurde in den Wäldern um den Stora Bör gefällt und bis zum nördlichen Ende der Strecke geflößt. Das Flößen erfolgte erst mit Segel und Ruder, später wurde das Dampfboot Gustafsfors VI als Zugfahrzeug eingesetzt.
Die Stämme wurden auf die Wagen geladen, indem diese auf einem Gleis in den See hineingefahren wurden und die Stämme auf die Wagen „schwammen“. Die Wagen wurde danach an Land gezogen und nach Sillebotten gebracht. Zur Zeit des Pferdebetriebes wurden die leeren Wagen zum Stora Bör gezogen, beladen rollten sie mit Schwerkraft nach Sillebotten zurück. Nach der Motorisierung wurden die Züge in beide Richtungen mit den Lokomotiven befördert. In Sillebotten wurden die Baumstämme wieder in den See geworfen und zu neuen Flößen geformt, die weiter transportiert wurden.
Nach der Stilllegung 1950 wurde die Strecke abgerissen und die Schienen und einige Wagen verkauft. Am „Bahnhof“ der Strecke am nördlichen Ende des Stora Bör verblieben in der Werkstatt die beiden Lokomotiven, einige Gleise und einige Holztransportwagen.
1977 waren Reste einer Lokomotive und zwei Holztransportwagen in Svanskog vorhanden. Sie wurden dem Museum in Åmål Östra übergeben, wo sie 2006 noch vorhanden waren.

## Spurweite
Die Spurweite von 790 mm, eher 792 mm (32 Verktum), wurde 2002 mit dem vorhandenen Material ermittelt. Die Angabe von 762 mm in Järnvägsdata 1999 kann sich nur auf den Abstand zwischen den Innenseiten der Räder der Lokomotive oder auf eine fehlerhafte Schreibweise beziehen. Eine andere Quelle besagt, dass mit der Aufnahme des Lokbetriebes eine Umspurung von 762 mm auf 792 mm stattfand.